# ساربينز أوكسلي
ساربينز أوكسلي (بالإنجليزية:  Sarbanes-Oxley SOX)‏ هو قانون أمريكي يوجب على الشركات أن تضمن وتعتمد المعلومات المالية من خلال أنظمة الرقابة الداخلية. حسب هذا القانون فإنه سيتم تحميل الرئيس التنفيذي CEO ومدير القطاع المالي CFO مسؤولية شخصية عن إعلان بيانات مالية خاطئة. وقد جاء هذا القانون إثر تداعيات المخالفات المالية الجسيمة التي أدت إلى انهيار شركتي إنرون ووورلد كوم.

## علاقة مباشرة مع حوكمة الشركات
هناك علاقة مباشرة بين ساربينز اوكسلي (SOX) والتحكم المؤسسي أو ما يسمى أيضا بحوكمة الشركات؛ حيث أن وظيفة ومسؤولية الإدارة العليا سيكون من ضمنها توكيد صلاحية وسلامة القوائم المالية للشركات المساهمة العامة بالولايات المتحدة.
وقد مرر الكونغرس الأمريكي هذا القانون ليتم تحميل الرئيس التنفيذي CEO ومدير القطاع المالي CFO المسؤولية في حال وجود فساد بالمعلومات أو القوائم المالية. سابقا كان لا يتم تحميلهما أي مسؤولية بحال إدعائهم عدم المعرفة أوالعلم بالمخالفات والفساد. هذا القانون سيعطي القوة للزج بالسجن وفرض الغرامات على الرئيس التنفيذي ومدير القطاع المالي أو ما يكافئهما بالمناصب والمستويات الإدارية العليا إذا وجد أنهم مذنبين وقاموا بالتوقيع على قوائم بها فساد وتلاعب هام نسبيا.

## وصلات خارجية
- The text of the law (PDF) مكتب النشر لحكومة الولايات المتحدة